# Бронко Нагурський
Бронко (Бронислав) Нагурський (3 листопада 1908 — 7 січня 1990) — канадський та американський спортсмен українського походження.

## Життєпис

### Молоді роки
Походив з фермерської родини. Народився у Рейні-Рівер (провінція Онтаріо, Канада) у 1908 році, отримавши ім'я Бронислав (скорочено Бронко). Його батьками були Михайло і Михайлина Нагурські з Галичини. У 1913 році разом з родиною перебрався до Інтернешнл-Фоллс (штат Міннесота, США). Тут вони володіли крамницею, в якій, крім іншого, продавали товари з власної ферми. Бронко був старшим з дітей, тому став в родині головним помічником.

### Початок кар'єри футболіста
За легендою, одного разу тренер університетської команди з американського футболу Міннесоти Кларенс Спірс заблукав в якомусь селі і помітив в поле хлопця, який замість коня запріг себе в плуг. А коли ж розгублений чоловік запитав, куди йому далі їхати, Бронко підняв однією рукою плуг і мовчки вказав їм в правильному напрямку. Бронко ніколи особливо не цікавився спортом, але почувши, скільки буде заробляти, миттєво погодився. 1926 року отримав стипендію університету. Спочатку хлопця ставили в оборону.
Три роки (з 1926 до 1929 року) грав у футбольній команді університету Міннесоти «Золоті ховрашки». Якось Кларенс Спірс запитав його про те, на якій позиції він грає. І отримав від Нагурського відповідь: «На всіх». Вже 1927 року команда Нагурського досягла чемпіонства. 1929 року був визнаним одним з перспективніших гравців в Національній Футбольній лізі.

### Розквіт кар'єри
У 1930 році перейшов до «Чиказьких ведмедів», уклавши контракт на 5 тис. доларів на рік. Поява в рядах команди кращого силового Раннера ліги позначилася на «ведмедях» майже негайно — і на їх супротивників теж. Один з них, Ерні Неверс, описав враження людини, яка спробувала зупинити Нагурського: «Зупиняти його було все одно що намагатися зупинити вантажний поїзд, що котиться під гору». 1932 році разом з командою здобув чемпіонство.
У зустрічі з «Портсмутськими спартанцями», де вирішувалося чемпіонство, що відбулася в 1933 році, Нагурський прийняв м'яч на пітчауті за лічені секунди до кінця гри. Пробігши до кінця поля, Нагурський розкидав таклерів суперника, немов соломинки. Пробиваючись до бічної лінії, він скинув з себе декількох суперників. До тієї миті, коли він дістався до гольової лінії, Нагурський набрав таку інерцію, що, проскочивши лінію, врізався в цегляну стінку. Вона-то і зупинила його. Стверджують, що, прийшовши до тями, він сказав: «А цей останній хлопець міцно врізав мені». 1933 року Бронко знову став чемпіоном НФЛ з командою.
У 1934 році він став блокуючим захисником і очолив захист, яка забезпечувала ривки невеличкого Бітті Фезерса, першим із захисників Національної Футбольної ліги пробіг 1 тис. ярдів. 1936 році пошлюбив дівчину, з якою був знайомий з дитинства.
У 1937 році почав поєднувати гру у футбол з боротьбою. Одного разу за три тижні він провів вісім борцівських поєдинків на шляху з Ванкувера до Філадельфії, одночасно зігравши п'ять ігор за «Ведмедів». У 1938 році, зажадавши додаткові 1000 доларів у хазяїна команди Халаса і не отримавши їх, він припинив виступи і зайнявся боротьбою, ставши триразовим чемпіоном у важкій вазі (1937, 1940 та 1941 років), 2 рази вигравав чемпіонат світу серед професіоналів.
Але повернувся в 1943 році і привів «Ведмедів» до нової перемоги в чемпіонаті НФЛ, граючи затримуючого, лінійного захисника і повного захисника. 1944 року став тренером футбольної команди Університету Каліфорнії (Лос-Анжелес).
1945 року повернувся до боротьби, брав участь у різних змаганнях. 1951 року увійшов до Зали слави університетського футболу. 
1960 року завершив виступати в боротьбі. Введено до Зали слави американського футболу в 1963 році.

### Бізнесмен
Після завершення спортивної кар'єри повернувся до містечка Інтернешнл-Фоллс, де Бронко Нагурський придбав автозаправну станцію. Ходили чутки, що в українця найбільша кількість постійних клієнтів. Хоч раз одного разу, закривши кришку на баку, Бронко змушував водіїв повертатися, тому що відкрутити цю кришку міг лише він.
У 1978 році відійшов від справ. Помер у 1990 році.

## Родина
Дружина — Ейлін Кейн
Діти:
- Бронко (1937—2011), гравець в американський футбол

## Пам'ять
- в Інтернешнл-Фоллс відкрито музей Бронко Нагурського
- в 1993 році Американська асоціація письменників про футбол заснувала Приз Бронко Нагурського, що присуджується найкращому захиснику в університетських командах.
- в 1999 році зайняв 35 місце серед 100 найвидатніших футболістів-іноземців.
- в 2000 році його визнано другим спортсменом Міннесоти в XX ст.

## У популярній культурі
В одній із серій серіалу «Як сказав Джим» головний герой Джим (Джеймс Белуші), що був палким фанатом «Чикаго Берс», продає своє місце на цвинтарі поруч з місцем для своєї дружини та купує собі місце поруч з могилою Бронко Нагурського.